# Châteauneuf-en-Thymerais
Châteauneuf-en-Thymerais és un municipi francès, situat al departament de l'Eure i Loir i a la regió de Centre – Vall del Loira. L'any 2007 tenia 2.535 habitants.

## Demografia

### Població
El 2007 la població de fet de Châteauneuf-en-Thymerais era de 2.535 persones. Hi havia 1.021 famílies, de les quals 362 eren unipersonals (147 homes vivint sols i 215 dones vivint soles), 270 parelles sense fills, 282 parelles amb fills i 107 famílies monoparentals amb fills.
La població ha evolucionat segons el següent gràfic:
Habitants censats

### Habitatges
El 2007 hi havia 1.200 habitatges, 1.074 eren l'habitatge principal de la família, 23 eren segones residències i 104 estaven desocupats. 850 eren cases i 342 eren apartaments. Dels 1.074 habitatges principals, 542 estaven ocupats pels seus propietaris, 512 estaven llogats i ocupats pels llogaters i 20 estaven cedits a títol gratuït; 21 tenien una cambra, 137 en tenien dues, 242 en tenien tres, 278 en tenien quatre i 396 en tenien cinc o més. 733 habitatges disposaven pel capbaix d'una plaça de pàrquing. A 533 habitatges hi havia un automòbil i a 352 n'hi havia dos o més.

### Piràmide de població
La piràmide de població per edats i sexe el 2009 era:
| Homes | Edats   | Dones |
| ----- | ------- | ----- |
| 0     | 95 o +  | 0     |
| 8     | 90 a 94 | 32    |
| 40    | 85 a 89 | 32    |
| 28    | 80 a 84 | 48    |
| 48    | 75 a 79 | 64    |
| 32    | 70 a 74 | 72    |
| 44    | 65 a 69 | 72    |
| 48    | 60 a 64 | 68    |
| 44    | 55 a 59 | 56    |
| 68    | 50 a 54 | 72    |
| 76    | 45 a 49 | 88    |
| 60    | 40 a 44 | 76    |
| 64    | 35 a 39 | 64    |
| 108   | 30 a 34 | 88    |
| 116   | 25 a 29 | 84    |
| 104   | 20 a 24 | 88    |
| 76    | 15 a 19 | 92    |
| 48    | 10 a 14 | 64    |
| 72    | 5 a 9   | 60    |
| 60    | 0 a 4   | 80    |

## Economia
El 2007 la població en edat de treballar era de 1.506 persones, 1.115 eren actives i 391 eren inactives. De les 1.115 persones actives 1.004 estaven ocupades (531 homes i 473 dones) i 111 estaven aturades (45 homes i 66 dones). De les 391 persones inactives 146 estaven jubilades, 114 estaven estudiant i 131 estaven classificades com a «altres inactius».

### Ingressos
El 2009 a Châteauneuf-en-Thymerais hi havia 1.080 unitats fiscals que integraven 2.487 persones, la mediana anual d'ingressos fiscals per persona era de 16.393 €.

### Activitats econòmiques
Dels 158 establiments que hi havia el 2007, 4 eren d'empreses alimentàries, 1 d'una empresa de fabricació de material elèctric, 11 d'empreses de fabricació d'altres productes industrials, 19 d'empreses de construcció, 38 d'empreses de comerç i reparació d'automòbils, 6 d'empreses de transport, 9 d'empreses d'hostatgeria i restauració, 1 d'una empresa d'informació i comunicació, 9 d'empreses financeres, 11 d'empreses immobiliàries, 15 d'empreses de serveis, 23 d'entitats de l'administració pública i 11 d'empreses classificades com a «altres activitats de serveis».
Dels 53 establiments de servei als particulars que hi havia el 2009, 1 era una oficina d'administració d'Hisenda pública, 1 gendarmeria, 1 oficina de correu, 3 oficines bancàries, 1 funerària, 4 tallers de reparació d'automòbils i de material agrícola, 2 tallers d'inspecció tècnica de vehicles, 1 autoescola, 4 paletes, 5 guixaires pintors, 4 fusteries, 2 lampisteries, 1 electricista, 7 perruqueries, 1 veterinari, 6 restaurants, 7 agències immobiliàries i 2 salons de bellesa.
Dels 16 establiments comercials que hi havia el 2009, 2 eren supermercats, 1 una botiga de més de 120 m², 2 fleques, 2 carnisseries, 1 una peixateria, 3 botigues de roba, 1 una botiga de roba, 2 botigues d'electrodomèstics, 1 una perfumeria i 1 una joieria.
L'any 2000 a Châteauneuf-en-Thymerais hi havia 4 explotacions agrícoles.

## Equipaments sanitaris i escolars
El 2009 hi havia 2 farmàcies i 2 ambulàncies.
El 2009 hi havia 1 escola maternal i 2 escoles elementals. Châteauneuf-en-Thymerais disposava d'un col·legi d'educació secundària amb 497 alumnes.

## Poblacions més properes
El següent diagrama mostra les poblacions més properes.